# Hanns Schwindt
Hanns Schwindt (* 14. Dezember 1921; † 3. April 1989) war ein deutscher Manager.

## Leben
Schwindt war Hauptgeschäftsführer der Handwerkskammer für München und Oberbayern und des Bayerischen Handwerkstages. Er war Mitbegründer der Münchner Messegesellschaft.

## Ehrungen
- Bayerischer Verdienstorden
- 1988: Großes Verdienstkreuz mit Stern der Bundesrepublik Deutschland
- 1998: Benennung der Hanns-Schwindt-Straße in der Messestadt Riem